# 왓 이프 (영화)
《왓 이프》(영어: The F Word 또는 영어: What If)는 2013년 공개된 아일랜드와 캐나다 합작 로맨틱 코미디 영화이다.

## 줄거리
토론토. 월리스는 일 년 전 같은 의대생이었던 여자친구가 전공 교수와 잠자리를 가진 걸 알게 되면서 의과 대학을 중퇴했으며, 이후로 사교 활동을 하지 않고 있다. 월리스는 절친 앨런의 권유로 오랜만에 억지로 참석한 파티에서 앨런의 사촌인 애니메이터 챈트리를 만나 좋아하게 된다. 하지만 챈트리에게는 이미 몇 년 사귄 유엔 변호사 남자친구가 있다.

## 출연
- 대니얼 래드클리프 - 월리스 역
- 조이 커잰 - 챈트리 역
- 메건 파크 - 달리아 역
- 애덤 드라이버 - 앨런 역
- 매켄지 데이비스 - 니콜 역
- 레이프 스폴 - 벤 역
- 저마이마 루퍼 - 엘리 역
- 조던 헤이스 - 베키 역
- 메건 헤펀 - 태비 역
- 조너선 체리 - 조시 역
- 세라 개던 - 메건 역
- 토미앰버 피리 - 그레천 역
- 리베카 노선 - 홀리 역
- 우나 채플린 - 줄리앤 역
- 에니스 에즈머 - 응급 구조사 역